# مارا ويلسون
مارا إليزابيث ويلسون (بالإنجليزية: Mara Wilson)‏ (مواليد 24 يوليو 1987) هي ممثلة أمريكية سابقة اشتهرت بأدوارها كطفل، ولا سيما في فيلم Doubtfire، معجزة في شارع 34 (1994)، وماتيلدا (1996). ولدت في لوس انجلوس، كاليفورنيا.

## الحياة الشخصية
ولدت مارا اليزابيث ويلسون في لوس انجليس، كاليفورنيا، لي سوزي ويلسون ولها ثلاثة أخوه أكبر منها سناً.
توفيت والدتها بسرطان الثدي عام 1996.
تخرجت عام 2009 من جامعة University's Tisch للفنون في نيويورك. في مقابلة خاصة ذكرات أنها لا تريد أن تكون من المشاهير، على الرغم أنها قالت أنها تخطط للقيام بفيلم صغير.

### أفلامها
| السنة | اسم الفيلم                                               | الدور          | ملاحظات                                                                      |
| ----- | -------------------------------------------------------- | -------------- | ---------------------------------------------------------------------------- |
| 1993  | السيدة داوتفير أي السيدة داوتفاير                        | ناتالي هيلارد  | كان هذا أول فيلم لها                                                         |
| 1994  | معجزة على الطريق الأربعة والثلاثونMiracle on 34th Street | سوزان والكر    |                                                                              |
| 1996  | ماتيلدا أي ماتيلدا (فيلم)                                | ماتيلد واروود  | ترشحت لجائزة أفضل أداء طفل في فيلم وفازت بجائزة أفضل أداء طفل في فيلم كوميدي |
| 1997  | أمنية بسيطة أي A Simple Wish                             | أنابيل غرينينغ | ترشحت لجائزة أفضل اداء طفل في فيلم وكما ترشحت لافضل اداء طفل في فيلم كوميدي  |
| 2000  | توماس والقطار العجيبتوماس والسكك الحديدية السحرية ‏       | ليلي           | ترشحت لجائزة أفضل اداء في فيلم وكما ترشحت لجائ أفضل اداء طفل في فيلم كوميدي  |

## مشوارها الفني
كانت ويلسون تحب التمثيل وهي في عمر أربع سنوات وكان أول ظهور لها في فيلم Doubtfire عام (1993) ثم فيلم Miracle on 34th Street. في عام (1995) حصلت ويلسون على جائزة ShoWest لفئة (النجم الشاب لهذا العام)، ثم ظهرت في فيلم Matilda وهو فيلم مقتبس عن قصة شعبية للكاتب رولد دال.
فازت ويلسون بجائزة الفنان الشاب عن دورها في أمنية بسيطة في «أفضل أداء في فيلم روائي طويل القيادية لممثلة شابة» وجائزة YoungStar عن فيلم ماتيلدا في «أفضل أداء لممثلة شابة في فيلم كوميدي». ظهرت في فيلم
Thomas and the Magic Railroad.

## روابط خارجية
- مارا ويلسون على موقع IMDb (الإنجليزية)
- مارا ويلسون على موقع ميتاكريتيك (الإنجليزية)
- مارا ويلسون على موقع ألو سيني (الفرنسية)
- مارا ويلسون على موقع ميوزك برينز (الإنجليزية)
- مارا ويلسون على موقع تيرنر كلاسيك موفيز (الإنجليزية)
- مارا ويلسون على موقع أول موفي (الإنجليزية)
- مارا ويلسون على موقع قاعدة بيانات الأفلام السويدية (السويدية)
- مارا ويلسون على موقع إن إن دي بي (الإنجليزية)
- مارا ويلسون على موقع قاعدة بيانات الفيلم (الإنجليزية)
- مارا ويلسون على موقع ليتربوكسد (الإنجليزية)